# 2000年夏季奥林匹克运动会摔跤比赛
2000年夏季奥林匹克运动会摔跤比赛共设自由式、古典式2个大项，分设16个小项。自由式摔跤比赛于2000年9月28日至2000年10月1日在悉尼举行；古典式摔跤比赛则举行于2000年9月24日至2000年9月27日。自由式摔跤76公斤级比赛金牌获得者亚历山大·莱因波尔德因睾甾酮检验成阳性，被剥夺了冠军资格。

## 各项成绩

### 自由式
| 项目            | 金牌                                  | 银牌                                  | 铜牌                                  |
| 54 kg （詳細）  | 纳米格·阿卜杜拉耶夫 · 阿塞拜疆（AZE） | 萨米·亨森 · 美国（USA）               | 阿米兰·坎塔诺夫 · 希腊（GRE）         |
| 58 kg （詳細）  | 阿里雷萨·达比尔 · 伊朗（IRI）         | 叶夫根尼·布斯洛维奇 · 乌克兰（UKR）   | 特里·布兰兹 · 美国（USA）             |
| 63 kg （詳細）  | 穆拉德·乌马哈诺夫 · 俄罗斯（RUS）     | 塞拉菲姆·巴尔扎科夫 · 保加利亚（BUL） | 姜宰升 · 韩国（KOR）                  |
| 69 kg （詳細）  | 丹尼尔·伊加里 · 加拿大（CAN）         | 阿尔森·吉迪诺夫 · 俄罗斯（RUS）       | 林肯·麦奇尔拉维 · 美国（USA）         |
| 76 kg （詳細）  | 布兰登·斯莱 · 美国（USA）             | 文毅载 · 韩国（KOR）                  | 阿德姆·贝雷克特 · 土耳其（TUR）       |
| 85 kg （詳細）  | 亚当·塞迪耶夫 · 俄罗斯（RUS）         | 约埃尔·罗梅罗 · 古巴（CUB）           | 穆罕默德·易卜拉欣莫夫 · 马其顿（MKD） |
| 97 kg （詳細）  | 萨吉德·穆尔塔萨利耶夫 · 俄罗斯（RUS） | 伊斯拉姆·拜拉姆科夫 · （KAZ）         | 埃尔达尔·库尔塔尼泽 · （GEO）         |
| 130 kg （詳細） | 达维德·穆苏尔别斯 · 俄罗斯（RUS）     | 阿尔图尔·泰马佐夫 · （UZB）           | 亚历克西斯·罗德里格斯 · 古巴（CUB）   |

### 古典式
| 项目            | 金牌                                    | 银牌                               | 铜牌                                 |
| 54 kg （詳細）  | 沈权虎 · 韩国（KOR）                    | 拉萨罗·里瓦斯 · 古巴（CUB）        | 姜永均 · 朝鲜（PRK）                 |
| 58 kg （詳細）  | 阿尔缅·纳扎良 · 保加利亚（BUL）         | 金仁燮 · 韩国（KOR）               | 盛泽田 · 中国（CHN）                 |
| 63 kg （詳細）  | 瓦尔特雷斯·萨姆尔加乔夫 · 俄罗斯（RUS） | 胡安·马伦 · 古巴（CUB）            | 阿卡基·恰丘阿 · （GEO）              |
| 69 kg （詳細）  | 菲里伯托·阿斯库伊 · 古巴（CUB）         | 永田克彦 · 日本（JPN）             | 阿列克谢·格鲁什科夫 · 俄罗斯（RUS）  |
| 76 kg （詳細）  | 姆拉特·卡尔达诺夫 · 俄罗斯（RUS）       | 马特·詹姆斯·林德兰德 · 美国（USA） | 马尔科·于利-汉努克塞拉 · 芬兰（FIN） |
| 85 kg （詳細）  | 哈姆扎·耶尔利卡亚 · 土耳其（TUR）       | 巴尔多希·尚多尔 · 匈牙利（HUN）    | 穆赫兰·瓦赫坦加泽 · （GEO）          |
| 97 kg （詳細）  | 米卡埃尔·永贝里 · 瑞典（SWE）           | 达维德·萨勒达泽 · 乌克兰（UKR）    | 加雷特·罗尼 · 美国（USA）            |
| 130 kg （詳細） | 鲁伦·加德纳 · 美国（USA）               | 亚历山大·卡列林 · 俄罗斯（RUS）    | 迪米特里·杰别尔卡 · 白俄罗斯（BLR）  |

## 奖牌榜
| 排名 | 国家／地区      | 金牌 | 银牌 | 铜牌 | 總數 |
| ---- | --------------- | ---- | ---- | ---- | ---- |
| 1    | 俄罗斯（RUS）   | 6    | 2    | 1    | 9    |
| 2    | 美国（USA）     | 2    | 2    | 3    | 7    |
| 3    | 古巴（CUB）     | 1    | 3    | 1    | 5    |
| 4    | 韩国（KOR）     | 1    | 2    | 1    | 4    |
| 5    | 保加利亚（BUL） | 1    | 1    | 0    | 2    |
| 6    | 土耳其（TUR）   | 1    | 0    | 1    | 2    |
| 7    | 瑞典（SWE）     | 1    | 0    | 0    | 1    |
| 7    | 伊朗（IRI）     | 1    | 0    | 0    | 1    |
| 7    | 加拿大（CAN）   | 1    | 0    | 0    | 1    |
| 7    | 阿塞拜疆（AZE） | 1    | 0    | 0    | 1    |
| 11   | 乌克兰（UKR）   | 0    | 2    | 0    | 2    |
| 12   | （UZB）         | 0    | 1    | 0    | 1    |
| 12   | （KAZ）         | 0    | 1    | 0    | 1    |
| 12   | 日本（JPN）     | 0    | 1    | 0    | 1    |
| 12   | 匈牙利（HUN）   | 0    | 1    | 0    | 1    |
| 16   | （GEO）         | 0    | 0    | 3    | 3    |
| 17   | 朝鲜（PRK）     | 0    | 0    | 1    | 1    |
| 17   | 马其顿（MKD）   | 0    | 0    | 1    | 1    |
| 17   | 芬兰（FIN）     | 0    | 0    | 1    | 1    |
| 17   | 中国（CHN）     | 0    | 0    | 1    | 1    |
| 17   | 白俄罗斯（BLR） | 0    | 0    | 1    | 1    |

## 参赛国家
共有来自55个国家的314名摔跤运动员参加了此次的奥运会比赛。
| - 阿尔及利亚（2） - 亚美尼亚（8） - （11） - 阿塞拜疆（9） - 白俄罗斯（14） - 保加利亚（8） - 加拿大（4） - 中国（5） - 哥伦比亚（1） - 科特迪瓦（1） - 古巴（13） - 捷克（3） - 埃及（2） - 爱沙尼亚（34） |  | - 芬兰（4） - 法国（3） - 马其顿（2） - （13） - 德国（10） - 希腊（7） - 几内亚比绍（1） - 匈牙利（8） - 印度（1） - 伊朗（11） - 以色列（3） - 意大利（2） - 日本（8） - （11） |  | - （6） - 拉脱维亚（1） - 立陶宛（2） - 摩尔多瓦（4） - 蒙古（4） - 荷兰（1） - 新西兰（3） - 尼日利亚（2） - 朝鲜（4） - 挪威（1） - 波兰（9） - 罗马尼亚（5） - 俄罗斯（6） - 萨摩亚（1） |  | - 塞内加尔（1） - 斯洛伐克（4） - 南非（1） - 韩国（10） - 瑞典（6） - 瑞士（4） - 突尼斯（4） - 土耳其（12） - （1） - 乌克兰（16） - 美国（16） - （11） - 委内瑞拉（2） |